# Coen Verbraak
Coen Verbraak (Amsterdam, 14 augustus 1965) is een Nederlandse journalist en programmamaker.

## Loopbaan
Hij werd geboren in Amsterdam, maar groeide deels op in Roden. Op de middelbare school begon hij te schrijven voor het lokale blad Roder Journaal. Op zijn zeventiende schreef hij Joop van Tijn aan, de hoofdredacteur van Vrij Nederland, die zo zijn mentor werd. Omdat hij werd uitgeloot aan de Academie voor Journalistiek van Tilburg studeerde hij tussen 1986 en 1993 geschiedenis aan de Rijksuniversiteit Groningen. In 1986 maakte hij zijn eerste radiodocumentaire over Godfried Bomans voor het literair VARA-programma Het zout in de pap. Tot 2004 bleef hij radio maken, ook voor VPRO, NOS, NCRV en RVU.
In 1987 publiceerde hij zijn eerste stuk voor Vrij Nederland. In 1993 werd hij er vaste medewerker. Hij schrijft er sinds 2005 voornamelijk reportages en profielen. In 2005 werd hij ook medewerker bij de Volkskrant en maakte er lange interviews, totdat hij die krant in 2011 inruilde voor NRC Handelsblad. In 2007 won hij De Luis voor een interview met psychotherapeut Louis Tas in Vrij Nederland.
In 1997 maakte hij voor NCRV het televisieprogramma Achter de lach, over het leven achter de schermen van cabaretiers. Hij maakte diverse televisiedocumentaires, waaronder een drieluik over Van Kooten en De Bie. In 2009 begon hij het programma Kijken in de ziel, een reeks waarin prominenten binnen een specifieke beroepsgroep worden geïnterviewd over dit beroep en over hun eigen leven. Voor de eerste reeks over psychiaters won Verbraak in mei 2010 de Zilveren Nipkowschijf omwille van de inkijk in beroepsgroepen die zich gewoonlijk niet snel laten bevragen. In 2013 won hij de Sonja Barend Award voor zijn interview met Rijkman Groenink in de zesde reeks rond topondernemers. In 2014 verscheen de documentaire Getekend, veteranen in therapie, waarin Verbraak een jaar lang veteranen met posttraumatische stressstoornis en zorgprofessionals volgt binnen het Landelijk Zorgsysteem voor Veteranen (LZV). Het was voor het eerst dat een onafhankelijke journalist toegang kreeg tot de praktijk van de professionele veteranenzorg in Nederland. Verbraak is zelf ook vaak te gast in praatprogramma's zoals De Wereld Draait Door en Knevel & Van den Brink. 
Vanaf 2019 presenteert Coen Verbraak het televisie- en radioprogramma De Publieke Tribune van Human. 
Ook presenteert Verbraak vanaf 2019 het tv-programma In de beste families, dat als de opvolger van Kijken in de ziel wordt beschouwd. 
Eind 2019 kwam van zijn hand de vierdelige documentaireserie Onze jongens op Java, over de getuigenissen van Indië-veteranen die de politionele acties van 1945-1949 overleefden.
Tevens kwam van zijn hand in de zomer van 2020 de driedelige documentaire Srebrenica - de machteloze missie van Dutchbat, over de val van Srebrenica uit het oogpunt van Dutchbatters. Hiermee won hij voor de tweede keer de Sonja Barend Award in 2020, voor zijn interview met Dutchbatter Liesbeth Beukeboom.
In 2021 verscheen Verbraaks serie Molukkers in Nederland, en in 2023 diens serie Het Beloofde Land.

## Privé
Verbraak is getrouwd en heeft sinds 2007 een zoon.